# Koppe radiata
Koppe radiata är en spindelart som först beskrevs av Tord Tamerlan Teodor Thorell 1881.  Koppe radiata ingår i släktet Koppe och familjen flinkspindlar. Inga underarter finns listade i Catalogue of Life.